# Bahnstrecke Moretta–Cavallermaggiore
| |                      |                                |                                |
| Streckenlänge: | 15 km                |                                |                                |
| Spurweite: | 1435 mm (Normalspur) |                                |                                |
| |                      |                                |                                |
| \| \| \| von Airasca bis 1986 \| \| \| \| 19,266 \| Moretta \| Moretta \| \| \| \| nach Saluzzo bis 1986 \| \| \| \| 22,553 \| Varaita \| Varaita \| \| \| 24,244 \| Villanova Solaro \| Villanova Solaro \| \| \| 26,958 \| Murello \| Murello \| \| \| 30,984 \| Cavallerleone \| Cavallerleone \| \| \| 32,986 \| Maira \| Maira \| \| \| \| von Turin \| \| \| \| 34,534 \| Cavallermaggiore \| Cavallermaggiore \| \| \| \| nach Savona / nach Alessandria \| \| |                      |                                |                                |
| Strecke (außer Betrieb) |                      | von Airasca bis 1986           | von Airasca bis 1986           |
| Bahnhof (Strecke außer Betrieb) | 19,266               | Moretta                        | Moretta                        |
| Abzweig geradeaus und nach rechts (Strecke außer Betrieb) |                      | nach Saluzzo bis 1986          | nach Saluzzo bis 1986          |
| Brücke über Wasserlauf (Strecke außer Betrieb) | 22,553               | Varaita                        | Varaita                        |
| Bahnhof (Strecke außer Betrieb) | 24,244               | Villanova Solaro               | Villanova Solaro               |
| Haltepunkt / Haltestelle (Strecke außer Betrieb) | 26,958               | Murello                        | Murello                        |
| Bahnhof (Strecke außer Betrieb) | 30,984               | Cavallerleone                  | Cavallerleone                  |
| Brücke über Wasserlauf (Strecke außer Betrieb) | 32,986               | Maira                          | Maira                          |
| Abzweig ehemals geradeaus und von links |                      | von Turin                      | von Turin                      |
| Bahnhof | 34,534               | Cavallermaggiore               | Cavallermaggiore               |
| Abzweig geradeaus und nach rechts |                      | nach Savona / nach Alessandria | nach Savona / nach Alessandria |

Die Bahnstrecke Moretta–Cavallermaggiore war eine italienische Nebenbahn in der Region Piemont.

## Geschichte
Der Bau einer Bahnstrecke von Airasca über Moretta nach Cavallermaggiore wurde 1879 durch das Gesetz Nr. 5002 (sogenannte Legge Baccarini) genehmigt.
Der Abschnitt zwischen Moretta und Cavallermaggiore wurde 1886 eröffnet und als Zweigbahn der Bahnstrecke Airasca–Saluzzo bezeichnet.
Die Strecke wurde von Lokalzügen befahren. Als Maschinen setzten die Ferrovie dello Stato die in Bw Cuneo stationierten Dampflokomotiven der Gruppen 875 und 880 ein. Einige Züge fuhren weiter auf der Strecke nach Alessandria, über Bra, Alba und Nizza Monferrato.
Der Bahnbetrieb wurde 1959 eingestellt, und die Strecke mit Ministererlass vom 31. März 1961 endgültig stillgelegt und später abgebaut.